# SPORTS BEAT supported by TOYOTA
『SPORTS BEAT supported by TOYOTA』（スポーツビート サポーテッドバイ トヨタ）は、TOKYO FMで2014年7月5日から始まったスポーツドキュメント番組。トヨタ自動車の一社提供。旧名は『TOYOTA Athlete Beat』（2014年4月 - 2022年3月まで）

## 概要
これまでの「TOYOTA GENERADIO」の放送枠と提供スポンサーを引き継ぎ、新しくスポーツ番組として始まったもの。
内容は、「頂点を目指して日々挑戦し続ける」アスリートの「知られざるストーリーやインタビュー」を紹介、「彼らの熱い鼓動」をリスナーに届ける、スポーツ・ドキュメント番組である。
2022年4月2日より『SPORTS BEAT supported by TOYOTA』に改題。

## 出演者
- 藤木直人
- 伊藤友里 (2014年7月5日-2019年12月28日)
- 高見侑里 (2020年1月4日-)

## 番組内コーナー
- スポーツトピックス:注目されているスポーツ情報を取り上げる。
- アスリートニュース:伊藤友里が注目している「アスリートやスポーツに情熱を注ぐ人」や団体にインタビューを行う。
- Circle of Friends:リスナーから寄せられたスポーツの体験に加え、スポーツを行う際に聴く1曲も紹介する。
- Legend Story:スポーツの歴史に残る「偉大な記録を残したアスリート」のストーリーを紹介。

『アスリートニュース』にゲスト出演するするアスリートは、スポンサーであるトヨタ自動車に所属する選手やそのOB・OG（現役のプロ野球選手など）や、トヨタ自動車と関係の深いプロスポーツのクラブチームに所属する選手が登場することが少なくない。

## 放送時間
- 土曜 10:00 - 10:50

## ネット局
JFN系列全国38局ネット。
北海道・東北
- AIR-G'
- AFB
- FM IWATE
- Date fm
- AFM
- Rhythm Station
- ふくしまFM

関東甲信越
- RADIO BERRY
- FM GUNMA
- TOKYO FM （制作局）
- FM-NIIGATA
- FM長野

北陸
- FMとやま
- HELLO FIVE
- FM福井

東海
- FM GIFU
- K-mix
- FM AICHI
- レディオキューブ FM三重

近畿
- e-radio
- FM大阪
- Kiss FM KOBE

中国
- V-air
- FM岡山
- HFM
- FMY

四国
- FM徳島
- FM香川
- JOEU-FM
- Hi-Six

九州･沖縄
- FM FUKUOKA
- FMS
- FM Nagasaki
- FMK
- Air-Radio FM88
- JOY FM
- μFM
- FM沖縄